# 田口司
田口 司（たぐち つかさ、1997年4月9日 - ）は、日本の俳優。東京都出身。

## 略歴
- かつてはスターダストプロモーションに所属しており、2012年9月頃から2014年9月頃まで、所属俳優で結成されている劇☆男の一員だった。
- その後、ワンピースエンターテイメントへ移籍。幅広い分野での活躍を目指して活動中。
- 2020年11月28日に開催された『ワンフェス！』では、男性2人組音楽ユニット「シキドロップ」の平牧仁より楽曲提供をうけ作詞に挑戦した「モノクローム」を披露した。

## 人物
- 身長166cm、体重52kg。
- 足のサイズは25.5cm。
- 趣味はサバゲー、ゲーム（TPS、FPS）、写真、YouTubeを見ること。
- 特技はアクロバット、中国雑技団並みの柔軟。
- 中学1年生までサンタがいると信じていた。

## 出演

### テレビドラマ
- 奇跡のドラマスペシャル ミラクルボイス（2008年1月3日、TBS）
- 警視庁捜査一課9係 season3（2008年、テレビ朝日）
- 東京ゴーストトリップ（2008年、TOKYO MX） - 乾六（少年期） 役
- こちら葛飾区亀有公園前派出所 第6話（2009年9月12日、TBS）
- 所轄刑事5（2010年1月22日、フジテレビ） - 児玉昭吾（少年期） 役
- プロポーズ兄弟～生まれ順別 男が結婚する方法～ 第1話（2011年2月21日、フジテレビ） - 山田一郎（少年期） 役
- 牙狼〈GARO〉 ～MAKAISENKI～ 第15話（2012年1月19日、テレビ東京） - ムラサキ 役
- 幽かな彼女（2013年、関西テレビ） - 重田誠 役
- MBSドラマ特区「FLAIR BARTENDER'Z」（2022年、MBS） - 瀬名大介 役

### 舞台
- ミュージカル『テニスの王子様』3rdシーズン - 菊丸英二 役[1]
  - Dream Live 2018（2018年5月21日、横浜アリーナ） - 夜公演（千秋楽）のみ
  - 全国大会 青学vs氷帝（2018年7月12日 - 9月24日、TOKYO DOME CITY HALL 他）
  - TEAM Party SEIGAKU・HIGA（2018年10月17日 - 28日 AiiA 2.5 Theater Tokyo 他）
  - テニミュ文化祭（2018年11月23日 - 24日、サンシャインシティ ワールドインポートマートビル4階 展示ホールA）
  - 青学vs四天宝寺（2018年12月20日 - 2019年2月17日、日本青年館ホール 他）
  - 全国大会 青学vs立海 前篇（2019年7月11日 - 9月29日、TOKYO DOME CITY HALL 他）
  - 秋の大運動会 2019（2019年10月8日 - 9日、横浜アリーナ）
  - 全国大会 青学vs立海 後篇（2019年12月19日 - 2020年2月16日、TOKYO DOME CITY HALL 他）
- ミュージカル封神演義－開戦の前奏曲－（2020年10月25日、品川プリンスホテル ステラボール 他） - 殷洪 役
- 舞台「パタリロ！」～霧のロンドンエアポート～（2021年1月21日 - 31日、天王洲 銀河劇場） - タマネギ部隊 役
- ミュージカル「黒執事」～寄宿学校の秘密～（2021年3月5日 - 4月4日、天王洲 銀河劇場 他） - モーリス・コール 役[2]
- 舞台『魔法使いの約束』 - ホワイト役
  - 第1章（2021年5月14日 - 30日、天王洲 銀河劇場）[3]
  - 第2章（2021年11月5日 - 21日、天王洲 銀河劇場）[4]
  - 第3章（2022年4月29日 - 5月22日、天王洲 銀河劇場 他）[5]
  - 祝祭シリーズ Part2（2023年7月8日 - 23日、天王洲 銀河劇場）[6]
  - エチュードシリーズ Part2（2024年11月30日 - 12月22日、天王洲 銀河劇場 他）[7]
  - きみに花を、空に魔法を 前編（2025年9月6日 - 10月5日、天王洲 銀河劇場 他）[8][9]
  - きみに花を、空に魔法を 後編（2026年）[8]
- 進戯団 夢命クラシックス #25「Requiem 」 （2021年9月30日 - 10月3日、シアターサンモール） - 猿飛佐助役[10]
- 「Dr.STONE」THE STAGE～SCIENCE WORLD～ - 銀狼 役
  - 初演（2022年7月9日 - 13日、サンシャイン劇場）[11]
  - 再演（2023年9月2日 - 18日、品川プリンスホテル ステラボール 他）[12]
- ミュージカル「忍たま乱太郎」第12弾再演 まさかの共闘！？ 大作戦！！』（2022年10月8日 - 23日、東京ドームシティ シアターGロッソ） - 浜守一郎 役[13]
- 舞台「忍たま乱太郎」～あかるく、たのしく、ゆかい！の段～（2022年11月3日 - 6日、あうるすぽっと） - 浜守一郎 役[14]
- ミュージカル『薄桜鬼 真改』 - 山崎烝 役
  - ミュージカル『薄桜鬼 真改』山南敬助 篇（2023年4月8日 - 23日、シアター1010 他）[15]
  - ミュージカル『薄桜鬼 真改』土方歳三篇（2024年4月13日 - 29日、AiiA 2.5 Theater Kobe 他）[16]
  - ミュージカル『薄桜鬼 真改』藤堂平助 篇（2025年6月20日 - 29日、天王洲 銀河劇場）[17]
  - ミュージカル『薄桜鬼』HAKU-MYU LIVE 4（2025年12月19日 - 21日、Zepp DiverCity TOKYO / 12月27日 - 28日、Zepp Osaka Bayside）[18]
- バクテン!! The Stage（2023年10月22日 - 29日、ニッショーホール） - 月雪ましろ 役[19]
- 新ミュージカル『スタミュ』（2024年1月19日 - 28日、品川プリンスホテル ステラボール / 2月3日・4日、京都劇場） - 那雪透 役[20]
  - 新ミュージカル『スタミュ』-2ndシーズン-（2025年3月1日 - 9日、シアターH / 3月15日・16日、COOL JAPAN PARK OSAKA WWホール）[21]
- 舞台『弱虫ペダル』THE DAY 2（2024年3月1日 - 10日、天王洲 銀河劇場） - 水田信行 役[22]
- 『銀河鉄道の夜を、また』-2025-（2025年2月14日、上野ストアハウス）[23]
- ミュージカル『PandoraHearts』（2025年11月7日 - 16日〈予定〉、シアターH） - チェシャ猫 役[24]

### イベント
2018年
- ミュージカル『テニスの王子様』3rdシーズン Dream Live 2018 （2018年5月20日、横浜アリーナ） - 10代目 菊丸英二 役
- 『許斐剛☆パーフェクトLIVE～一人オールテニプリフェスタ2018～』（2018年6月10日、パシフィコ横浜 国立大ホール） - 10代目 菊丸英二 役
- ジャンプフェスタ 2019（2018年12月22日、幕張メッセ 国際展示場）10代目 菊丸 英二 役

2019年
- ミュージカル『テニスの王子様』3rdシーズン 青学vs氷帝 Blu-ray&DVD 発売記念イベント（2019年5月16日、東京近郊）
- ミュージカル『テニスの王子様』3rdシーズン 青学vs四天宝寺 Blu-ray&DVD 発売記念イベント（2019年8月25日、東京近郊）

2020年
- 「ワンフェス！」（2020年11月28日、シダックスカルチャーホール）

2021年
- 田口司ソロイベント～これまでも これからも～（2021年11月23日、バトゥール東京）

### テレビ番組
- ピラメキーノ「子役6人恋物語」（2009年12月14日 - 21日、テレビ東京）[25]

### 雑誌
- ジャンプＳＱ（2018年9月21日発売）
- コンビポーズ集150 ～コスプレやイラストに生きるマルチなシチュエーション！～[26]（2018年12月25日発売）
- Prince of STAGE（2019年7月22日発売）
- おうちですごそう with 2.5次元男子（2020年8月28日発売）
- 週刊女性「パラスポーツに挑戦してみた！」（2019年11月19日発売）
- キャストサイズ 夏の特別号2020（2020年9月10日発売）

### 短編映画
- 飛べ!コバト（2010年）[27]

### オリジナルビデオ
- スーパーモタード（2009年） - 内野裕人（少年期） 役

### CM
- 味の素 ムシャ修行篇
- 栄光ゼミナール（2012年）